# Sallingsund

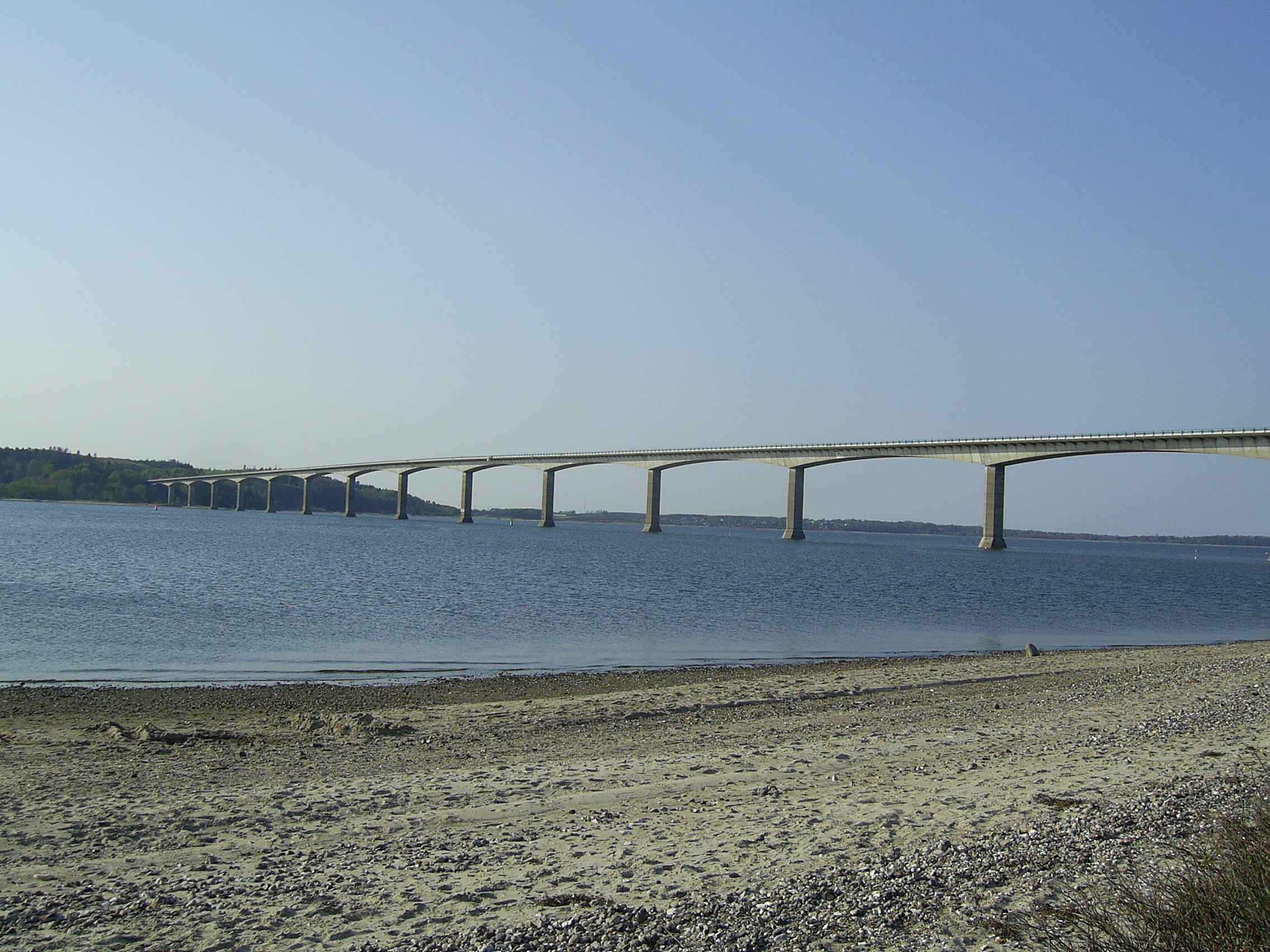
Sallingsund med Sallingsundbroen.

Sallingsund är ett sund i Limfjorden i Danmark.
Sallingsund åtskiljer Mors i Region Nordjylland från Salling i Region Midtjylland. Bron över Sallingsund heter Sallingsundbroen och avbildas på framsidan av den nyaste versionen av den danska 50-kronorssedeln (utkommer sedan 11 augusti 2009).